# 大洗あんこう祭

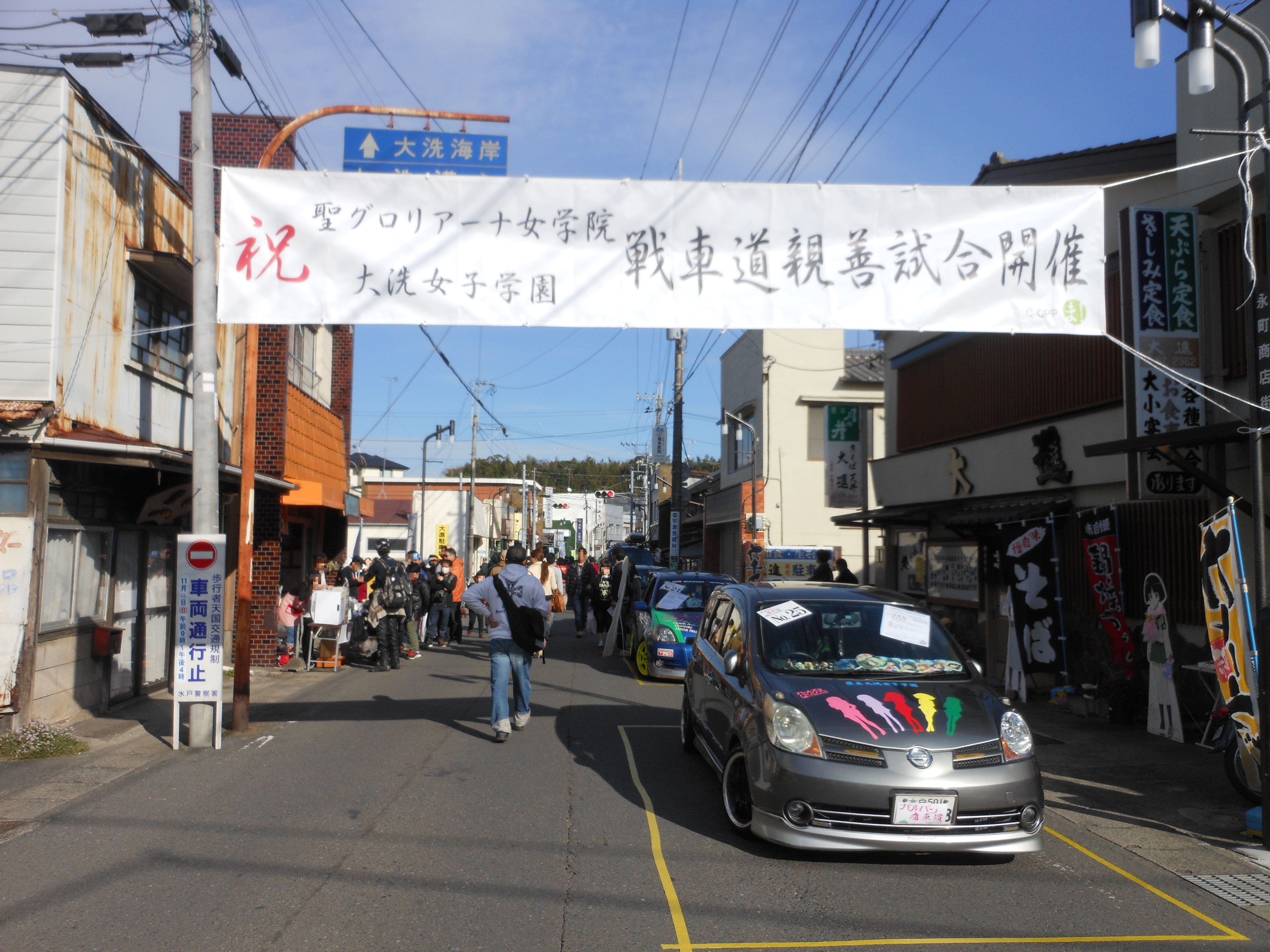
商店街で開かれる痛車コンテスト

大洗あんこう祭（おおあらいあんこうまつり）は、茨城県東茨城郡大洗町で行われている祭である。1998年3月に第1回を開催し、以後毎年開催されている。

## 概要
茨城の冬の味覚であるアンコウを堪能するイベントで、特設ステージではアンコウの吊るし切りや、大洗町内の郷土芸能披露などが行われ、会場内の特設テントではアンコウ汁の販売、大洗町内の特産品の販売も行われる。
2012年の第16回より、大洗町が舞台のアニメ『ガールズ&パンツァー』（以下、ガルパン）出演声優らによるトークショーなどの関連イベントが行われるようになり、作品のファンが多数来客するようになった。

## 歴史
- 1998年 - 第1回を3月14日 - 15日に「大洗あんこう祭&大洗サンビーチMTBチャレンジ」と題して開催し、あんこう祭り本祭を15日に開催[2][5]。
- 1999年 - 第2回を3月14日に「大洗あんこう祭り&MTBチャレンジ」と題して大洗サンビーチで開催し[6]、第3回を11月28日に開催。この第3回より、それまで3月開催だったのを11月開催に変更した[注 1]。
- 2000年 - 第4回を11月26日に開催[8]。
- 2001年 - 第5回を11月25日に開催[9]。
- 2002年 - 第6回を11月24日に開催[10]。
- 2003年 - 第7回を11月23日に開催[11][注 2]。
- 2004年 - 第8回を11月20日 - 21日に町制50周年記念&あんこう祭「大洗50祭」と規模拡大し、大洗港第4埠頭で開催[12]。
- 2005年 - 第9回を11月27日に開催[13]。
- 2006年 - 第10回を11月26日に大洗マリンタワー前にて開催[14]。
- 2007年 - 第11回を10月28日に「大海祭-大洗ポートフェスタ&大洗あんこう祭」として大洗港第4埠頭にて開催[注 3]。
- 2008年 - 第12回を11月23日に開催。今回以降、港中央公園（大洗マリンタワー前広場）がメイン会場となっている[16]。
- 2009年 - 第13回を11月23日に開催[17]。この年よりダンスコンテスト「大洗舞祭」が独立し前日開催になる[18]。
- 2010年 - 第14回を11月21日に開催[19]。
- 2011年 - 第15回を11月20日に開催。東日本大震災の影響で大洗サンビーチの海水浴客数が前年の23.7パーセントに落ち込む等、町に逆風が吹いたこの年は、前日の雨もたたり来場者数が約3万人（前年の70パーセント）となる[20][21]。
- 2012年 - 第16回を11月18日に開催。この年より『ガルパン』関連イベントが入る。過去最多の6万人が来場[22]。

- 2013年 - 第17回を11月17日に開催。大洗町のキャラクター・「アライッペ」が会場内で初披露される[23]。この年より、町内商店街（曲松会場）で痛車コンテストが始まる[24]。
- 2014年 - 第18回を11月16日に開催。主催者発表で約10万人が来場した[25]。
- 2015年 - 第19回を11月15日に開催。主催者発表で約11万人が来場した[1]。
- 2016年 - 第20回を11月13日に開催。主催者発表で約13万人が来場した。今回は前年までよりも更に来場者が増加し、公共交通機関の混雑や道路の渋滞など、来場者受け入れ態勢に課題が残ったとされる[26]。
- 2017年 - 第21回を11月19日に開催。前年と同様、主催者発表で約13万人が来場した[27]。
- 2018年 - 第22回を11月18日に開催。主催者発表で過去最高の約13万5千人が来場した[28]。
- 2019年 - 第23回を11月17日に開催。主催者発表で過去最高の14万人が来場した[29]。
- 2020年 - 11月15日に開催が予定されていたが、新型コロナウィルス流行の影響により中止[30][注 4]。
- 2021年 - 11月14日に開催が予定されていたが、前年同様新型コロナウィルス流行の影響により中止[33][注 5][注 6]。
- 2022年 - 11月20日に3年ぶりに開催[36][37][38][注 7]。コロナ禍が完全に終息していない中での開催となったこと、6月19日に開催された「海楽フェスタ」に続き、『ガルパン』関連イベントは同作の公式・公認グッズの展示即売会「ガルパン ミニミニホビーショー」も含め一切実施されなかったこともあってか、主催者発表で来場者は約5万人と前回やそれ以前より大きく減少している[39][注 8]。
- 2023年 - 11月19日に開催。主催者発表で来場者は約6万人と前年を上回った[41]。『ガルパン』関連イベントも4年ぶりに実施された[注 9]。
- 2024年 - 11月17日に開催[43]。主催者発表で来場者は9万人[注 10]と前年をさらに上回った[44][注 11]。『ガルパン』関連イベントも第23回までと同様の形態で実施された[注 12]。
- 2025年 - 11月15・16日に開催予定[48]。

## アクセス
『アクセス』を参照。